# Юрку, Максим
Максим Юрку (рум. Maxim Iurcu; 1 февраля 1993) — молдавский футболист, нападающий клуба «Сперанца» (Ниспорены).

## Карьера
Максим является воспитанником тираспольской академии футбола «Шериф». Долгое время выступал за дубль «жёлто-чёрных», а потом перешёл в тираспольский клуб «Динамо-Авто». В июне 2014 года подписал контракт с «Шерифом». 27 июня был заявлен в составе запасных игроков на матч за Суперкубок Молдавии по футболу 2014, тогда команда в серии пенальти уступила кишинёвскому «Зимбру». 24 мая 2015 года выиграл с командой Кубок Молдавии 2014/15, Максим отличился на 52 минуте финального поединка, закончившегося со счётом 3:2.

## Достижения
- Чемпион Молдавии: 2015/16
- Бронзовый призёр чемпионата Молдавии: 2014/15
- Обладатель Кубка Молдавии: 2014/15
- Обладатель Суперкубка Молдавии: 2015

## Клубная статистика
| Клуб             | Сезон            | Чемпионат | Чемпионат | Кубок | Кубок | Суперкубок | Суперкубок | Еврокубки | Еврокубки | Товарищеские | Товарищеские | Итого | Итого |
| Клуб             | Сезон            | Игры      | Голы      | Игры  | Голы  | Игры       | Голы       | Игры      | Голы      | Игры         | Голы         | Игры  | Голы  |
| ---------------- | ---------------- | --------- | --------- | ----- | ----- | ---------- | ---------- | --------- | --------- | ------------ | ------------ | ----- | ----- |
| Динамо-Авто      | 2013/14          | 31        | 5         | —     | —     | —          | —          | —         | —         | —            | —            | 31    | 5     |
| Шериф            | 2014/15          | 10        | 2         | 2     | 1     | —          | —          | —         | —         | 1            | 0            | 13    | 3     |
| Всего за карьеру | Всего за карьеру | 41        | 7         | 2     | 1     | 0          | 0          | 0         | 0         | 1            | 0            | 49    | 8     |